# Bahnhof Kidira

Der Bahnhof Kidira ist der Bahnhof in der Stadt Kidira und befindet sich im Verlauf der Dakar-Niger-Bahn. Er ist Grenzbahnhof zwischen den Staaten Senegal und Mali. Bis 2008 fand über den Bahnhof internationaler Personenverkehr statt. 2017 bestand auf der Bahnstrecke im Bereich Kidira nur noch Güterverkehr zwischen den Staaten.

## Geplante Streckenmodernisierung
2007 kündigte der Staatspräsident Senegals Abdoulaye Wade, als eines einer Reihe von Großprojekten (grands projets) den Ausbau der Bahnstrecke Dakar-Niger an. Von Dakar bis zum Bahnhof Kidira soll die Strecke auf Normalspur umgespurt werden. 2012 wurde der Plan erweitert. Die Strecke soll zusätzlich elektrifiziert werden. 2015/16 wurde ein Vertrag zum Ausbau mit der China Railway Construction Corporation geschlossen.